# سلیو فریرا دوس سانتوس
سلیو فریرا دوس سانتوس (پرتغالی: Célio Ferreira dos Santos؛ زادهٔ ۲۰ ژوئیهٔ ۱۹۸۷) یک بازیکن فوتبال اهل برزیل است. این بازیکن از قدرت سرزنی بالا ودرگیری تک به تک بالایی برخورداراست.